# Gading (Balerejo)
Gading is een bestuurslaag in het regentschap Madiun van de provincie Oost-Java, Indonesië. Gading telt 2041 inwoners (volkstelling 2010).